# Cryptops osellai
Cryptops osellai är en mångfotingart som beskrevs av Matic 1977. Cryptops osellai ingår i släktet Cryptops och familjen Cryptopidae.
Artens utbredningsområde är Turkiet. Inga underarter finns listade i Catalogue of Life.